# Ivan Origone
Ivan Origone (* 31. března 1987 Aosta) je italský reprezentant v rychlostním lyžování. Začínal jako sjezdař, rychlostnímu lyžování se věnuje od roku 2005. Má bronzovou medaili z mistrovství světa juniorů v rychlostním lyžování 2005, na mistrovství světa v rychlostním lyžování dospělých vyhrál v roce 2015 a byl druhý v roce 2011. Vyhrál osmnáct závodů světového poháru a v letech 2008 a 2015 byl první v celkové klasifikaci. Na sjezdovce ve Vars vytvořil 26. března 2016 platný světový rekord v rychlostním lyžování 254,958 km/h. Překonal tak dosud nejlepší čas, jehož držitelem byl jeho starší bratr Simone Origone.